# Hexanitrobenceno
El hexanitrobenzeno, también conocido como HNB, es un explosivo potente de fórmula química C6N6O12, que se obtiene por oxidación del grupo amina de la pentanitroanilina con peróxido de hidrógeno en ácido sulfúrico.

## Propiedades
Es una sustancia cristalina incolora o verde-amarillento (dependiendo del grado de purificación), casi insoluble en agua, soluble en benceno, tolueno. En disolventes que contienen oxígeno, tales como acetona, alcohol o éter se disuelve con descomposición. Es químicamente inestable. En el aire en presencia de humedad o la acción de un álcali acuoso se convierte en trinitroflorglyutsin C6(OH)3(NO2)3 (amarillo).  
El punto de fusión de 246 a 265 °C (dependiendo del método de tratamiento), a 200 °C en vacío sublima sin descomposición. Uno de los explosivos más resistentes al calor. La densidad en función del método de producción varía de 1,8 a 2,03 g / cm³. []

## Síntesis
La completa nitración del benceno es prácticamente imposible, debido a que los grupos nitro inhiben adición de nuevos grupos de la nitración.
Durante la Segunda Guerra Mundial un método de síntesis de hexanitrobenzeno se empleó en Alemania, y se supone que se fabrican en una escala semi-industrial de acuerdo con el siguiente esquema:
|     |                                                                                 |                     |
| (1) | {\displaystyle C_{6}H_{3}(NO_{2})_{3}\longrightarrow C_{6}H_{3}(NHOH)_{3}}      | (reducción parcial) |
| (2) | {\displaystyle C_{6}H_{3}(NHOH)_{3}\longrightarrow C_{6}(NO_{2})_{3}(NHOH)_{3}} | (nitración)         |
| (3) | {\displaystyle C_{6}(NO_{2})_{3}(NHOH)_{3}\longrightarrow C_{6}(NO_{2})_{6}}    | (oxidación)         |

También se puede obtener HNB por otro método. Primero se hierve trinitrobenceno con limaduras de hierro y ácido clorhídrico. La 3,5-dinitroanilina resultante se trata con un gran exceso de ácido nítrico concentrado, o con mezcla nitrante, a 5 °C, entonces la temperatura se eleva a 70 °C. Después de 4 horas, la mezcla se enfrió de los 70 °C. La pentanitroanilina C6 (NO2 )5NH2 se separó por seco dicloroetano y nitrados con una mezcla de ácido sulfúrico conc. sulfúrico y nítrico. 
Otro método oxidada la pentanitroanilina con peróxido de hidrógeno en un gran exceso de óleum al 20% a una temperatura de 0-25 °C. Los cristales se lavaron a fondo y se recristaliza en seco con cloroformo.
Una manera más conveniente de conseguir pentanitroanilina - la conversión de 2,4,6-trinitrotolueno con sulfuro de hidrógeno a ácido 2-amino-4,6-dinitrotolueno, y nitración de este último con una mezcla de HNO3 / H2SO4 para dar pentanitroanilina.

## Uso
El hexanitrobenzeno posee la poco deseable propiedad de ser moderadamente sensible a la luz y por lo tanto difícil de utilizar en forma segura. No se utiliza actualmente en ninguna explosivos aplicaciones de producción, aunque se utiliza como un precursor químico en un método de producción del Triaminotrinitrobenceno (TATB), otro explosivo.
El HNB se utilizó experimentalmente como fuente de gas para un láser de gas dinámico bombeado mediante explosivos.  En esta aplicación, al igual que el tetranitrometano se prefieren a los explosivos más convencionales porque los productos de explosión de CO2 y N2 son una mezcla bastante simple para simular los procesos dinámicos de gas y bastante similar al medio de láser convencional de gas dinámico. Los productos de agua e hidrógeno de otros muchos explosivos podría interferir con los estados de vibración del CO2 en este tipo de láser.